# Pietro Martire Vermigli

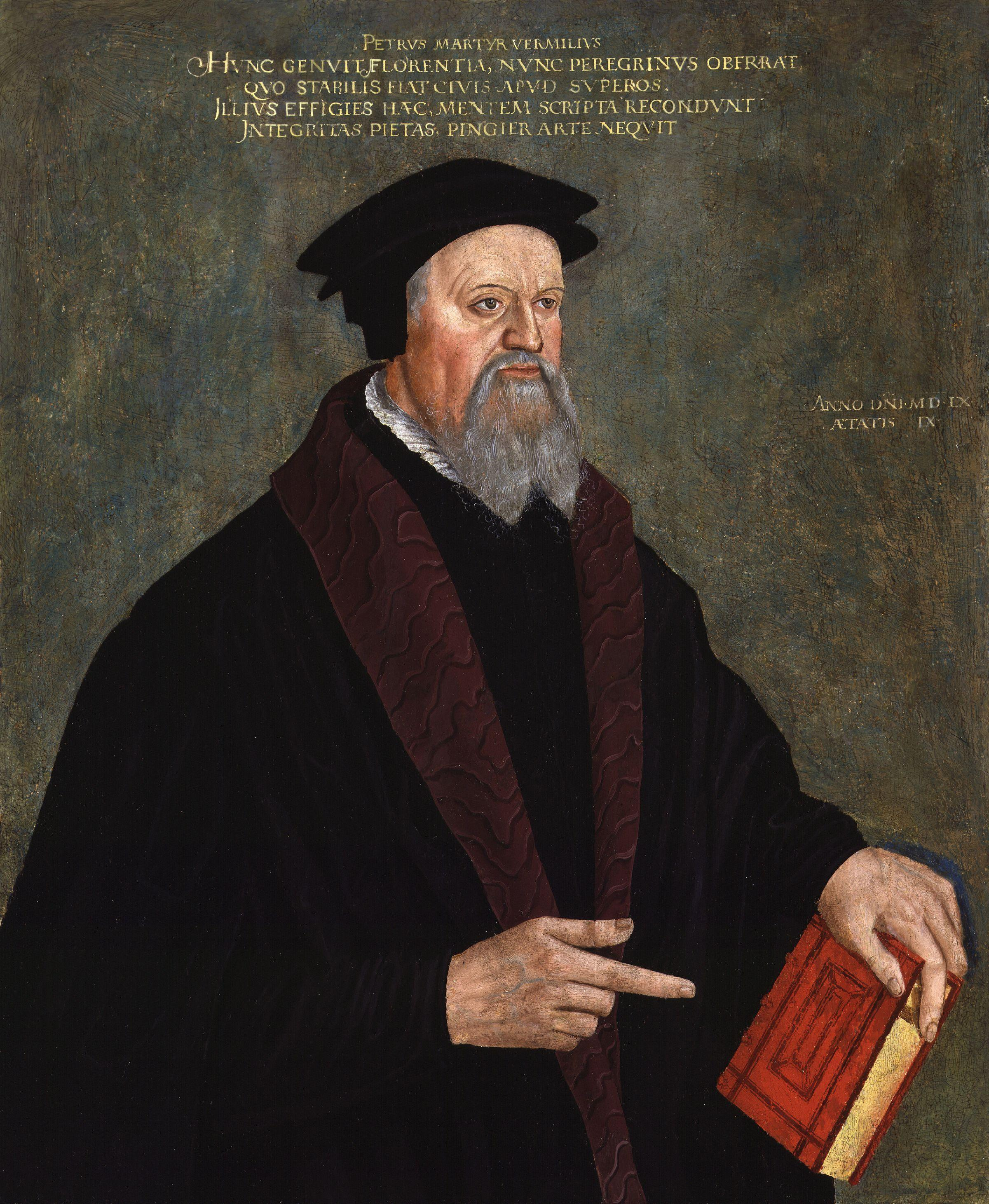
Pietro Martire Vermigli

Pietro Martire Vermigli (znany także jako: Piotr Męczennik, ur. 8 września 1499 we Florencji, zm. 12 listopada 1562 w Zurychu) – włoski zakonnik, następnie kalwiński teolog i pisarz, wywarł wpływ na doktrynę anglikanizmu.

## Życiorys
Pochodził ze średniozamożnej rodziny; był synem Stefano i Marii Fumantiny. Na chrzcie otrzymał imiona: "Piero Mariano", a gdy wstąpił do klasztoru kanoników laterańskich w Fiesole przybrał imię zakonne "Piotr Męczennik" (Pietro Martire). W 1519 przeniósł się do klasztoru koło Padwy, gdzie uzyskał w 1527 stopień doktora teologii. Znał język hebrajski i język grecki. Następnie głosił kazania w Brescii, Pizie, Wenecji i Rzymie. W 1530 został opatem klasztoru kanoników laterańskich w Spoleto, a w 1533 przeorem klasztoru w Neapolu.
W Neapolu nawiązał kontakt z mistykiem Juanem de Valdésem, zaczął czytać dzieła reformatorów: Bucera i Zwinglego i pod ich wpływem przyjął teologię protestantyzmu. Zarzucono mu błędne poglądy i zabroniono wygłaszania kazań. Przeniesiony w 1541 do Lukki, został oskarżony przez własny zakon. W 1542 uciekł do Pizy, a potem do Florencji, do włoskiego reformatora Bernardino Ochino, z którym razem uciekli z Włoch; Vermigli wyjechał do Zurychu, potem do Bazylei i w końcu do Strasburga, gdzie z poparciem Bucera, został wykładowcą teologii i ożenił się z byłą zakonnicą.
Vermigli razem z Ochino zostali zaproszeni do Anglii przez Thomasa Cranmera w 1547 i otrzymali pensję rządową. W 1548 Vermigli został wykładowcą teologii w Oksfordzie. W 1549 odrzucił luterańską doktrynę o konsubstancjacji i przyjął reformowaną (kalwińską) doktrynę o duchowej obecności Chrystusa podczas eucharystii. Wywarł znaczny wpływ na ukształtowanie teologii anglikanizmu (Book of Common Prayer w 1552).
Dojście do władzy katolickiej królowej Marii zmusiło go do wyjazdu do Strasburga, gdzie mimo oporu luteranów, został wykładowcą teologii. W 1556 przeniósł się na kalwińską uczelnię w Zurychu, gdzie pozostał do śmierci. Jan Kalwin uważał go za jednego z najważniejszych twórców doktryny o eucharystii. Vermigli napisał wiele traktatów teologicznych, głównie komentarzy do Biblii.
Zwłoki jego pierwszej żony Katarzyny (w czasie angielskiej rekatolicyzacji za królowej Marii) zostały wykopane z grobu w Oksfordzie w 1557, postawione przed sądem, skazane za herezję i wyrzucone na stos gnoju. Dopiero królowa Elżbieta I nakazała pochować zwłoki w katedrze w Oksfordzie.